# Jardine Peak
Jardine Peak är en bergstopp i Antarktis. Den ligger i Sydshetlandsöarna. Argentina, Chile och Storbritannien gör anspråk på området. Toppen på Jardine Peak är 285 meter över havet.
Terrängen runt Jardine Peak är kuperad. Havet är nära Jardine Peak österut. Trakten är glest befolkad. Närmaste befolkade plats är Commandante Ferraz Station, 10,9 kilometer nordost om Jardine Peak. 